# 드라슈스 케디스
드라슈스 케디스(리투아니아어: Drąsius Kedys, 1972년 9월 4일~2010년 4월 28일)는 리투아니아의 범죄인이다.

## 생애
리투아니아 카우나스 주에 위치한 가를랴바(Garliava) 출신이다. 2004년 2월에는 자신의 옛 여자친구였던 라이무테 스탕쿠나이테(Laimutė Stankūnaitė, 1986년 출생)와의 사이에서 사생아인 딸 데이만테(Deimantė)를 두었다. 드라슈스 케디스는 2006년에 라이무테와 이혼하였고 데이만테는 드라슈스 케디스가 혼자 키웠다.
스탕쿠나이테는 2006년 11월에 세이마스(리투아니아 의회) 의장을 역임한 정치인인 빅토라스 문탸나스(Viktoras Muntianas)의 조언자였던 안드류스 우사스(Andrius Ūsas)를 자신의 후견인으로 삼았다. 그러나 드라슈스 케디스는 2008년에 데이만테의 이상 행동을 감지했고 병원에 데려간 결과 의사들은 데이만테가 성폭행을 당했다고 진단했다.
리투아니아 경찰의 조사 결과 데이만테의 친모였던 라이무테 스탕쿠나이테가 자매인 뵬레타 나루셰비치에네(Violeta Naruševičienė)와 함께 데이만테를 카우나스 주 법원 판사인 요나스 프루나마비추스(Jonas Furmanavičius)에게 데려가 성매매를 시켰다는 사실이 밝혀졌다. 요나스 프루나마비추스는 드라슈스 케디스가 소아성애증을 갖고 있다고 판단했다.
이에 드라슈스 케디스는 2008년 11월 29일에 전처인 라이무테 스탕쿠나이테가 딸을 성적으로 학대했다고 주장하면서 경찰에 민원을 제기했다. 2009년 7월에는 요나스 프루나마비추스 판사를 공개적으로 비난했다. 드라슈스 케디스는 리투아니아 정부에 진정서와 탄원서를 제출하는 한편 리투아니아의 여러 정치인, 언론, 사법 기구에 약 200장의 DVD를 보냈을 정도로 결백을 주장했지만 그의 주장은 묵살되었다.
2009년 10월 5일 드라슈스 케디스는 카우나스에서 처제인 뵬레타 나루셰비치에네, 지방 판사인 요나스 프루나마비추스를 권총으로 사살했고 10월 12일에는 카우나스 아동보호국에서 폭탄 테러를 저지르고 도주했다. 드라슈스 케디스는 2010년 4월 28일 카우나스 주의 저수지에서 시신으로 발견되었다.
2010년 6월에는 성폭력 가담 의혹을 받았던 안드류스 우사스가 늪에서 익사한 채로 발견되었다. 2011년 4월 스웨덴 국립과학수사연구원은 드라슈스 케디스가 과음과 구토에 의한 질식으로 사망했다고 밝혔다. 2012년 11월 리투아니아 법원은 안드류스 우사스에게 무죄를 선고했다.